# Octavian Motoc
Octavian Motoc (n. 11 februarie 1963, Bordei Verde, Brăila) este un politician român, membru al Parlamentului României. 
De profesie inginer, este absolvent al Institutului Politehnic din Iași, Facultatea de Constructii, în anul 1989. Între 1990-1997 a lucrat ca redactor la ziarul Delta, din Tulcea. Între 1997-2010 a ocupat o serie de funcții de conducere în structurile din subordinea Consiliului Județean Tulcea, cea mai reprezentativă fiind cea de director executiv al Direcției Dezvoltare Regională, Integrare Europeană și Relații Externe. Este membru al Partidului Național Liberal și vicepreședinte al filialei Tulcea a PNL.
A fost membru al Comisiei pentru cultură, artă și mijloace de informare în masă  (până în feb. 2013), ulterior fiind membru al Comisiei pentru afaceri europene  și Comisiei pentru mediu.
Este senator în legislatura 2012-2016, din partea Uniunii Social-Liberale, în colegiul uninominal 1 din Circumscripția electorală nr.38 Tulcea. Din februarie 2015 este vice-lider al Grupului parlamentar al Partidului Național Liberal.
Este președinte al Grupului parlamentar de prietenie cu Republica Populară Chineză, secretar al Grupului parlamentar de prietenie cu Regatul Bahrein și membru al Grupului parlamentar de prietenie cu Belarus.